# William A. Beiderlinden

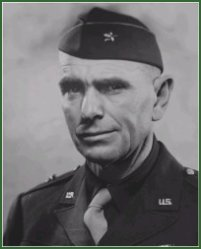
William A. Beiderlinden

William Arthur Beiderlinden (* 4. März 1895 in Springfield, Greene County (Missouri), Missouri; † 21. April 1981 in Arlington, Virginia) war ein Generalmajor der United States Army. Er kommandierte unter anderem die 3. Armee.
Beiderlinden besuchte die öffentlichen Schulen seiner Heimat und studierte danach am Drury College, ebenfalls in Springfield. Im Jahr 1917 trat er zunächst der National Garde von Missouri bei. Am 26. November des gleichen Jahres wurde er als Leutnant der Feldartillerie in das US-Heer aufgenommen. In der Armee durchlief er anschließend alle Offiziersränge bis zum Generalmajor. Am 24. Dezember 1917 wurde er als Teil der Amerikanischen Expeditionsstreitkräfte nach Europa eingeschifft um am Ersten Weltkrieg teilzunehmen. Dort war er zeitweise als Ausbilder tätig. Er nahm auch als Angehöriger der 30. Feldartilleriebrigade an einigen Kampfeinsätzen unter anderem an der Maas-Argonnen-Offensive teil. Im März 1919 kehrte er in die Vereinigten Staaten zurück.
In den 1920er Jahren war er bei verschiedenen Einheiten und Standorten in den Vereinigten Staaten stationiert. Im Jahr 1926 absolvierte er die Field Artillery School. Von Juni 1930 bis Oktober 1934 war Beiderlinden Dozent für Militärwissenschaft an der University of Missouri. Anschließend wurde er auf die Philippinen versetzt, wo er in Fort Stotsenburg bis 1939 unter anderem als Stabsoffizier Verwendung fand. Im Juni 1939 absolvierte er das Command and General Staff College. Bis 1940 war er in Fort Benning stationiert, wo er Stabsoffizier in einem Bataillon des 83. Feldartillerieregiments war. Anschließend wurde er zur 4. Infanteriedivision versetzt. Dort war er Stabsoffizier im Versorgungs- und Nachschubwesen (G4).
Seit Dezember 1941 nahmen die Vereinigten Staaten aktiv am Zweiten Weltkrieg teil. Das hatte auch Auswirkungen auf die Aufgaben Beiderlindens. Nach seiner Beförderung zum Oberst im Juni 1942 wurde er zum X. Corps in Texas versetzt, wo er ebenfalls in der G4-Stabsabteilung tätig war. Im Jahr 1943 erhielt er das Kommando über die Artillerie der 44. Infanteriedivision. Im September 1944 wurde er mit seiner Einheit nach Frankreich verschifft. In der Folge gehörte er mit seiner Einheit zu den Truppen, die durch Frankreich nach Deutschland vordrangen. In diesem Zusammenhang stand seine Einheit im März 1945 vor Heidelberg. Er gehörte zu den Unterhändlern, die eine friedliche Übergabe erreichten und damit die Zerstörung der Stadt verhinderten. In Heidelberg gilt er seitdem als „Retter“ der Stadt.
Nach dem Kriegsende wurde Beiderlinden mit seiner Division in die Vereinigten Staaten zurückverlegt. Dort war eine Versetzung nach Japan vorgesehen, zu der es dann aber wegen der japanischen Kapitulation nicht mehr kam. Daraufhin wurde die 44. Infanteriedivision im Jahr 1946 aufgelöst. Beiderlinden wurde anschließend als Generalstabsoffizier in das amerikanische Hauptquartier in Japan versetzt, wo er bis 1950 verblieb. Anschließend war er bis 1951, zur Zeit des Koreakriegs, Stabsoffizier beim United Nations Command in Süd-Korea. Danach wurde er stellvertretender Kommandeur der 3. Armee. Am 8. Mai 1952 übernahm er kommissarisch das Kommando über diese Armee. In dieser Funktion überbrückte er die Zeit zwischen dem vorherigen Kommandeur John R. Hodge und der Kommandoübernahme des neuen Oberbefehlshabers Alexander R. Bolling am 22. August 1952.
Seinen letzten militärischen Posten bekleidete William Beiderlinden von 1952 bis 1955 als Leiter einer amerikanisch-brasilianischen Militärkommission (Joint Brazil-United States Military Commission). Gleichzeitig war er Leiter einer militärischen Beratergruppe für das brasilianische Militär (Chief of the Military Assistance Advisory Group to Brazil). Nach seiner Rückkehr aus Brasilien im April 1955 war er für etwa drei Monate Stabsoffizier im Pentagon. Am 30. Juni 1955 ging er in den Ruhestand.
William Beiderlinden verbrachte seinen Lebensabend in Alexandria in Virginia. Dort verstarb er am 21. April 1981 und wurde auf dem Nationalfriedhof Arlington beigesetzt.
Beiderlinden erhielt im Lauf seiner militärischen Laufbahn unter anderem folgende Auszeichnungen:
- Army Distinguished Service Medal
- Legion of Merit
- Bronze Star Medal
- World War I Victory Medal
- Army of Occupation Medal
- American Defense Service Medal
- American Campaign Medal
- World War II Victory Medal
- Korea Service Medal